# Älvsbacka församling
Älvsbacka församling var en församling i Karlstads stift och i Karlstads kommun. Församlingen uppgick 2006 i Alster-Nyedsbygdens församling.

## Administrativ historik
Församlingen bildades 16 december 1819 genom utbrytning från Nyeds församling efter att från 1731 varit ett kapellag inom den församlingen.
Församlingen var till 2006 annexförsamling i pastoratet Nyed och Älvsbacka som från 1962 även omfattade Alsters församling. Församlingen uppgick 2006 i Alster-Nyedsbygdens församling.

## Organister
| Period    | Namn                     | Levnadstid | Övrigt                 |
| --------- | ------------------------ | ---------- | ---------------------- |
| 1850–1868 | Anders Norbäck           | 1819–1868  | Organist               |
| 1868–1871 | Fredrik Jonasson Backman | 1868–1871  | Organist               |
| 1871–1907 | Anders Gustaf Pettersson | 1840–1910  | Organist och klockare. |

## Kyrkor
- Älvsbacka kyrka